# 부소
영부소(嬴扶蘇,? - 기원전 210년)는 진시황제(秦始皇帝)의 장남이다. 총명하여 아버지나 많은 중신들로부터 장래를 촉망 받았다고 한다.
영부소는 부황(父皇)인 시황제의 정치(분서갱유[焚書坑儒])에 간언했기 때문에 분노를 사, 북방의 기마민족·흉노에 대한 국경 경비의 감독을 명령받아 장군 몽염(蒙恬)과 함께 벽지로 보내졌다.
BC 210년에 순행 중이던 시황제가 급사하자, 시황제의 상(喪)을 주관하던 환관 조고(趙高)와 승상 이사(李斯)는 불필요한 혼란을 방지하기 위해 시황제의 죽음을 비밀에 부쳤다. 앞일의 두려움을 간파한 환관 조고와 승상 이사는 시황제가 아직 살아있는 것처럼 꾸며 아들 호해(胡亥)를 옹립해 황제로 받들 것을 결의하고 부소에게는 자해를 권하는 거짓 성지(聖旨-황제의 뜻을 담은 명령서, 임명장 등)를 내렸다. 장군 몽염은 그것이 거짓 성지인 것을 간파하고 곧바로 부소에게 진언했지만, 부소는 "의심하는 것 자체가 도리(道理)에 반(反)한다"고 말하고 성지 내용에 따라 스스로 목숨을 끊었다.
소설이나 군담등에서는 진의 마지막 군주인 삼세황제 영자영(三世帝 嬴子嬰)이 부소의 아들이라는 말이 있지만 사마천(司馬遷)의 <사기> 등의 사서에 의하면 신빙성이 있는 이야기는 아니다.
1. ↑  “한겨레:온 [대만이야기 30]: 진시황과 만리장성”. 한겨레신문사. 2017년 4월 17일.